# Margherita Guzzinati
Margherita Guzzinati (Roma, 18 maggio 1940 – Roma, 31 ottobre 1997) è stata un'attrice italiana, attiva prevalentemente in televisione fra gli anni sessanta e gli anni ottanta.

## Biografia
Approdò al teatro debuttando allo Stabile di Trieste, sotto la guida di Franco Enriquez, per diventare nei primi anni sessanta, presso la Rai di Roma, presentatrice di vari programmi settimanali di cronache dello spettacolo (ad esempio, Cronache del cinema e del teatro), dove ebbe modo di incontrare protagonisti del cinema, del teatro e della musica.
Sempre per la Rai recitò in una serie di commedie e sceneggiati, non trascurando teatro e cinema, sino alla morte, avvenuta nel 1997 dopo una lunga malattia.

## Filmografia

### Cinema
- La strega in amore, regia di Damiano Damiani (1966)
- Le dolci signore, regia di Luigi Zampa (1967)
- La bambolona, regia di Franco Giraldi (1968)
- Gli intoccabili, regia di Giuliano Montaldo (1969)

### Televisione
- Incontro con Luigi Tenco, regia di Carla Ragionieri (1966)
- Tutto Totò – serie TV, episodio 1x06 (1967)
- Don Giovanni, regia di Vittorio Cottafavi – film TV (1967)
- Il cappello del prete, regia di Sandro Bolchi – sceneggiato TV (1970)
- I racconti di padre Brown, regia di Vittorio Cottafavi – sceneggiato TV (1971)
- Il dipinto, regia di Domenico Campana – sceneggiato TV (1974)
- Processo per l'uccisione di Raffaele Sonzogno giornalista romano, regia di Alberto Negrin – sceneggiato TV (1975)
- La guerra al tavolo della pace, regia di Paolo Gazzara e Massimo Sani – sceneggiato TV (1975)
- Paganini, regia di Dante Guardamagna – sceneggiato TV (1976)
- Un anno di scuola, regia di Franco Giraldi – miniserie TV (1977)
- Racconti fantastici, regia di Daniele D'Anza – miniserie TV (1979)
- Verso l'ora zero, regia di Stefano Roncoroni – film TV (1980)
- Le ali della colomba, regia di Gianluigi Calderone – sceneggiato TV (1981)
- George Sand, regia di Giorgio Albertazzi – sceneggiato TV (1981)
- Aeroporto internazionale – serie TV, 7 episodi (1985)
- La stagione delle piogge, regia di Domenico Campana – film TV (1987)
- Camilla, parlami d'amore – serie TV (1992)

## Prosa televisiva Rai
- Vertu, regia di Alessandro Brissoni, trasmessa il 7 ottobre 1966.
- Don Giovanni di Molière, regia di Vittorio Cottafavi, trasmessa il 5 agosto 1967.
- Gli innamorati di Carlo Goldoni, regia di Carlo Lodovici, trasmessa il 4 novembre 1969.
- La casa nuova, regia di Luigi Squarzina, trasmessa il 29 ottobre 1976.
- I due gemelli veneziani di Carlo Goldoni, regia di Luigi Squarzina, trasmessa il 1º aprile 1978.
- Non si sa come di Luigi Pirandello, regia di Arnaldo Ninchi, trasmessa il 27 ottobre 1978.

## Teatro
- Assunta Spina di Salvatore Di Giacomo, regia di Sandro Bolchi (1958)
- Arlecchino servitore di due padroni di Carlo Goldoni, regia di Giovanni Poli (1960)
- Gli asini magri di Aldo Nicolaj, regia di Sandro Bolchi (1960)
- Sei personaggi in cerca d'autore di Luigi Pirandello, regia di Giuseppe Di Martino (1960)
- I rusteghi di Carlo Goldoni, regia di Franco Macedonio (1968)
- Das Kapital di Curzio Malaparte, regia di Franco Giraldi (1981)